# Driebloemige nachtschade
De driebloemige nachtschade (Solanum triflorum) is een eenjarige, kruidachtige plant uit de nachtschadefamilie (Solanaceae). De plant is afkomstig uit Noord-Amerika. In België en Nederland is de soort op een aantal plaatsen ingeburgerd.
De geelwitte tot geelgroene bloemen zijn meestal met twee of drie gegroepeerd; hieraan ontleent de plant haar Nederlandstalige en haar botanische naam. De bloeiperiode loopt van juni tot de herfst.
De 1-1,5 cm grote bes bevat een groot aantal 1 mm grote, groene steencelkorrels.

## Biotoop
De plant groeit op vaak kalkrijke grond, en behoort tot de pioniersvegetatie op droge, voedselarme tot middelmatig voedselrijke, basische bodem.